# Xanthia apennina
Xanthia apennina là một loài bướm đêm trong họ Noctuidae.